# Kopogd le a fán!
A Kopogd le a fán! (eredeti cím: Knock on Wood) 1954-ben bemutatott romantikus kémfilm-komédia, családi film. A főszerepet Danny Kaye és Mai Zetterling játszotta. A filmet Melvin Frank és Norman Panama írta és rendezte. A film dalainak szövegét Danny Kaye felesége, Sylvia Fine írta.
Az 1945-ös Az éjszaka halottja című film paródiájának tekinthető. Magyarországon a mozik 1958-ban mutatták be.

## Cselekménye
|  | Alább a cselekmény részletei következnek! |

Párizs, 1950-es évek. Jerry Morgan hasbeszélő (Danny Kaye) egy párizsi lokálban lép fel. Az előadás során ő és a bábuja szórakoztatják a közönséget. Jerry elárulja, hogy szerelmes, ám a bábu egyszer csak negatív megjegyzéseket tesz a szóban forgó hölgyre, aki elrohan az előadásról. Jerry az öltözőjében összetöri a bábut. Jerry menedzsere azt a feltételt szabja neki, hogy azonnal egy pszichiáterhez kell mennie, mivel azon a héten a második bábut törte össze és az ötödik barátnője hagyja el. Még aznap éjjel el kell utaznia Svájcba, Zürichbe, ahol már várják. Előtte azonban Jerry gyorsan elviszi a bábuit egy iparoshoz, Maurice Papinekhez, aki egy órán belül meg tudja őket javítani.
Ugyanaznap éjjel egy Pakocsán nevű kém ellopja egy új, titkos nukleáris NATO-fegyver, a „Lafayette X. V. 27.” tervrajzát. A bábujavítóhoz viszi a rajzot, akinek az az ötlete támad, hogy rejtsék el a két bábu fejében a két részből álló tervrajzot. Így ha valaki megkaparintja az egyik rajzot, az önmagában értéktelen lesz. A kémet innen távozóban lelövi egy rendőr az utcán, de még a szállodai szobájából telefonálni tud Zürichbe Gromeknek, hogy a rajzot egy vörös hajú hasbeszélő fogja vinni. A telefonbeszélgetést egy másik kémszervezet emberei is hallják, akik idáig követték a kémet, aki a beszélgetés után meghal.
A repülőgépen mintegy „véletlenül” velük utazik Godfrey Langston (egy kémszervezet feje), aki Jerryt követi a titkárával. Jerry eleinte egy csinos, rövid hajú, szőke nő mellé ül, akinek több kellemetlenséget okoz (a nő végül távolabb ül le). Langston azt hiszi, hogy Jerrynél vannak a tervrajzok, ezért meg akarja vásárolni tőle és képes beszéddel azt kérdezi, hogy „hány csillag van az égen?”. Jerry találgat, eleinte 100, majd 2-300 ezer kerül szóba, végül Jerry hozzáteszi, hogy ott van még a Tejút, így a végeredmény 1 millió. Langston ezt árnak fogja fel és kezet fognak Jerryvel.
Zürichben már a repülőtéren várja őt Gromek, akit a párizsi kém a halála előtt felhívott. Laslo Gromek azt hiszi, hogy Jerry be van avatva a dologba, és elég lesz a saját nevét mondania: Gromek, és ezt többször megteszi. Azonban Jerry nem tud semmiről, ezért azt gondolja, hogy a szó, amit a férfi többször elmond, valamiféle köszönés, vagy „rendben van” jelentésű szó.
Jerry a menedzserével, Martyval (aki erősen horkol, mivel orrsövényferdülése van) együtt megérkezik a szállodába, ahol nehezményezi, hogy egy szobában kell vele aludnia, hiszen két külön szobát kértek. A problémát Langston oldja meg, akinek kérésére Jerry és a menedzser külön szobát kap (ahol azonban nincs fürdőszoba). Éjszaka a radiátor sípolása felébreszti Jerryt, aki odabotorkál a radiátorhoz, majd álmosan a szomszéd szobába nyit be és ott fekszik le. Reggel kiderül, hogy annak a nőnek a szobájában van, akinek a repülőgépen is gondot okozott.
A klinikán kiderül, hogy a látásból már ismert nő Dr. Ilse Nordstrom pszichiáter, és ő fogja kezelni. Egy nyugtató injekció hatására Jerry félálomba kerül és a gyerekkoráról kezd mesélni. Szülei egy revüben dolgoztak, ami Jerrynek nagyon tetszett, otthon azonban szülei között állandó volt a veszekedés. Ilse megállapítja, hogy a gyermekkori trauma miatt Jerry elutasítja a házasság gondolatát, mivel tudat alatt az a meggyőződése, hogy az állandó veszekedéssel jár. Ezt a véleményét a bábu mondja ki, és ennek hatására elhagyja az, akit megszeretett. Ilse eleinte habozik, majd elvállalja a kezelést, amire Londonban kerül majd sor, ahol dolgozik.
Ilse dolgozószobájában Jerrynek feltűnik egy katona fényképe. Amikor erről kérdezi a nőt, az elmondja neki, hogy a háború alatt ő ápolónő volt és egy pilótába volt szerelmes, akinek a gépét lelőtték. Jerry megállapítja, hogy a nő ezért saját magát hibáztatja. Aznap este könyvtárba megy és amatőr módon Ilse bajának okát keresi. A másnapi kezelés helyett Jerry az általa felállított „diagnózis”-t olvassa fel a jegyzeteiből. A nő vidékre igyekszik és menekül előle, Jerry azonban mindenhová követi. Végül ráveszi, hogy beszéljen a dologról. Közben a környéken sétálgatnak, majd egy étterembe mennek, ahol táncolnak. Mindketten jól érzik magukat és búcsúzáskor elcsattan egy csók.
Papinek, a bábujavító megérkezik Londonba, és arra utasítja Gromeket, hogy lopja el Jerry szobájából a bábuban lévő rajzot.
Gromek Jerry szobájában Langston egyik emberét egy tőrrel leszúrja, a másik azonban őt öli meg. Előtte Gromek szétszedi a bábut, de nem talál semmit, mert a rajz másik fele Langstonnál van.
Jerry boldogan fütyörészve érkezik a szobájába, ahol megtalálja az egyik hullát, és a folyosóra rohanva a rendőrséget hívja, miközben a gyilkos tőrt a kezében szorongatja. Gromek szállodai kulcsát felveszi a földről. Amikor megérkezik a rendőrség és Gromek hullája is előkerül a gardróbból, Jerry elmenekül az ablakon át.
Jerry egy ír kocsmába kerül menekülés közben, ahol énekelnie kell a többiekkel (itt énekli a Monahan O'Han című dalt), mert a rendőrök itt is keresik. Mivel összetévesztik valakivel, meg kell innia egy pohár italt, hiába tiltakozik, hogy nem bírja. Amikor elájul, a zsebében talált szállodai szoba kulcsa alapján Gromek szobájába viszik az ivóból.
Reggel felhívja Ilsét, nála azonban már ott van a rendőrség. Amikor megérkeznek a szállóhoz, Jerrynek innen is menekülnie kell. Egy ruhaszállító autóban bújik el, majd angol úriembernek öltözve száll ki belőle, amikor az autó megáll. Mivel a rendőrök így is felismerik a „hasfelmetszőt”, egy autószalonba menekül. Itt egy darabig eladónak nézik, majd egy potenciális vevővel egy új típusú, piros, kétüléses, automata sportkocsiba szállnak be, azonban a vevőjelölt kiszáll, amikor mindenféle automatika működésbe lép, épp csak az autó nem indul el (az autón még az ülések magassága is változtatható). Végül Jerrynek sikerül elindulnia az autóval, és Langstonhoz megy, aki időközben egy török üzletembernek akarja eladni a fegyver tervrajzát. A török (a magyar szinkronban „Köcsög” a neve) azonban a rajz másik felét kéri (ami nincs Langstonnál), így az üzlet meghiúsul. Jerry elbújik az asztal alatt, de megtalálják, ezért menekülnie kell. Menekülésében felhasználja hasbeszélő képességét, amivel a Scotland Yard nevében szólal meg.
Jerry a piros sportkocsival visszamenekül Londonba, miközben Langston emberei üldözik. Itt észreveszi korábbi barátnője, Audrey Greene nevét egy plakáton, amin az Imperial Ballet „Princess Baya” című előadását hirdetik. Jerry megkeresi Audreyt az öltözőjében, és megkéri, hogy hívja a rendőrséget, amit az meg is tesz, mivel azt hiszi, hogy Jerry két embert megölt. Mivel Langston emberei a színfalak mögé is követték és őt keresik, kénytelen beöltözni, majd véletlenül színpadra kerül. Itt csetlik-botlik a szlávos öltözetű szereplőket felvonultató darabban. Próbál menekülni Langston emberei elől, akik felfedezik és többször meg akarják ölni. Végül hálás, amikor a rendőrség elfogja.
A rendőrségen vallomást tesz, és kéri, hogy az isztambuli gépet ne engedjék felszállni, mert azon Köcsög egy fegyver tervrajzát viszi magával. Langston megérkezik a rendőrségre, ahonnan magával akarja vinni Jerryt, azonban elszólja magát a fegyverrel kapcsolatban, kimondja a titkos nevet, „Lafayette”, amit elvileg nem volna szabad tudnia. Így Langstont letartóztatják, Jerryt pedig szabadon engedik.
Nemsokára Jerry és Ilse összeházasodnak és ugyanazzal a piros sportkocsival indulnak nászútra, amivel Jerry korábban menekült.
|  | Itt a vége a cselekmény részletezésének! |

## Szereposztás
| színész         | szerep                                   | magyar hang      |
| --------------- | ---------------------------------------- | ---------------- |
| Danny Kaye      | Jerry Morgan hasbeszélő / a saját papája | Rátonyi Róbert   |
| Mai Zetterling  | Dr. Ilse Nordstrom pszichiáter           | Földi Teri       |
| Torin Thatcher  | Godfrey Langston, egy kémszervezet feje  | Mádi Szabó Gábor |
| David Burns     | Marty Brown, Jerry menedzsere            | Verebes Károly   |
| Leon Askin      | Laslo Gromek (kém)                       | Szabó Ottó       |
| Abner Biberman  | Maurice Papinek, bábujavító              | Képessy József   |
| Gavin Gordon    | autóeladó                                |                  |
| Otto Waldis     | Pakocsán (az eredetiben: Brodnik)        |                  |
| Steven Geray    | Dr. Kreuger pszichiáter                  |                  |
| Diana Adams     | Baya hercegnő (a balettban)              |                  |
| Patricia Denis  | Jerry Morgan édesanyja                   |                  |
| Virginia Huston | Audrey Greene (Jerry volt barátnője)     |                  |
| Paul England    | Wilton főfelügyelő                       |                  |
| Johnstone White | Langston titkára                         |                  |

Narrátor: Bujtor István
A fenti magyar változat szinkronja a Pannónia Filmstúdióban készült, 1972-ben.

## Fogadtatás
A filmet a kritikusok kissé fanyalogva fogadták, főleg a bábu vitriolos megjegyzései miatt (ezek miatt hagyja ott Jerryt a barátnője).

## Díjak, elismerések
A filmet több díjra jelölték 1955-ben, de egyiket sem kapta meg:
- Oscar-díj „a legjobb történet és forgatókönyv” kategóriában
- Directors Guild of America Award „legjobb rendezés” kategóriában
- Writers Guild of America Award „legjobban megírt amerikai komédia” kategóriában

## Érdekességek
- Ebben a filmben hangzik el a „Nagyon Gromek!” mondás (filmbeli jelentései: »rendben van, nagyszerű, köszönöm«).
- Jerry menekülés közben többször is egy idős angol házaspár autóján keresztül menekül, akik megjegyzéseket fűznek ehhez. A történet végén azt mondják, hogy mivel a fiatal házasok egészségesek, bizonyára sok gyerekük lesz, ezért nekik (az idős párnak) nagyobb kocsit kellene venniük.
- A Jerry visszaemlékezésében szereplő apát is Danny Kaye játssza, az ő számában hangzik fel a Knock on Wood („Kopogd le a fán!”) című szám.

## DVD kiadás
A Kopogd le a fán! DVD-n 2009–2010 során jelent meg.